# William E. Fairbairn

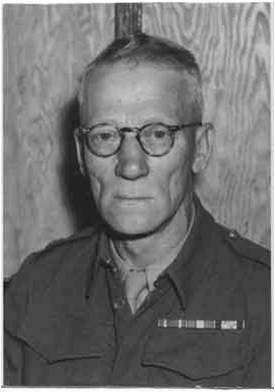
William E. Fairbairn (1942)

William Ewart Fairbairn ( f ɛər b ɛər n, 28. Februar 1885 – 20. Juni 1960) war ein einflussreicher Kampftrainer und britischer Royal Marine- und Polizeioffizier. Als einer der vielen militärischen Hand to Hand Combat-Trainer seiner Zeit ist er einer der einflussreichsten. Spitznamen von ihm waren unter anderem Dangerous Dan, Fearless Dan oder The Shanghai Buster.

## Leben
Sein letzter Rang in der britischen Armee war Lieutenant Colonel, also Oberstleutnant. Fairbairn diente ab 1901 bei der Royal Marine Light Infantry und trat 1907 der Shanghai Municipal Police (SMP) bei. In Shanghai trainierte er von 1927 bis 1940 als Assistant Commissioner die Polizei für Straßenkämpfe in Nahkampfmethoden. Er schuf die Nahkampfart Defendu, das weniger auf Schlagabwehr mit Block, sondern mehr auf Ablenkung der Schläge und Ausweichen sowie mehrmals nacheinander folgende Angriffshandlungen gegen einen Gegner setzte.
Nachdem sich im Zweiten Weltkrieg im Juni 1940 das Britische Expeditionskorps aus Frankreich zurückziehen musste, beschloss das Vereinigte Königreich die Aufstellung einer Spezialeinheit, den British Commandos. Ausbilder der Einheit für den Nahkampf waren Fairbairn und der ebenfalls 1939 aus Shanghai zurückgekehrter Eric Anthony Sykes. Im November 1940 machten Fairbairn und Sykes dem War Office Vorschläge für effektivere Kampfmesser. Zusammen mit dem Unternehmen Wilkinson Sword entwarfen sie den leichten Fairbairn-Sykes-Commando-Dagger. Fairbairn machte auch das schwerere Smatchet bekannt. Ob er dieses Messer auch ursprünglich entwickelte ist ungeklärt.
Im Jahre 1942 wurde Fairbairn in die Vereinigten Staaten versetzt, um dort als Ausbilder im Messerkampf zu dienen und sorgte dort für die Einführung dem F-S-Messer ähnlicher Waffen sowie des Smatchets. Für sein bekanntes Fairbairn-Sykes-Messer hat er sich die Vermarktungsrechte nicht rechtzeitig sichern können. Zusammen mit zwei Ingenieuren patentierte Fairbairn am 13. Oktober 1944 die Smatchet-Variante. Diese neuen Messer erhielten den Stempel „FAIRSWORD“. Damit wollte Fairbairn wohl eine Marke schaffen und sie gewinnbringend vermarkten. Fairbairn bot das neue Modell dem Office of Strategic Services (OSS) an, doch dieses lehnte ab. Auch sonst konnte Fairbairn keine Interessenten mehr für das Smatchet gewinnen.
Fairbairn traf im OSS auf den jüngeren Rex Applegate. Die beiden analysierten die Erfahrungen mit dem F-S-Messer, erkannten Verbesserungsbedarf und entwickelten einen Vorläufer des Applegate-Fairbairn-Kampfmessers. Es wurden zwar ein paar Prototypen hergestellt, doch das Kriegsende bedeutete auch das vorläufige Aus für das A-F-Messer. Der Erfolg dieses Messers kam erst in den 1980ern, Jahre nach Fairbairns Tod, nachdem Rex Applegate die Entwürfe zu Messermachern brachte, die es weiter veränderten, und mit Fairbairns Namen für dieses Messer geworben wurde.
Nach dem Krieg wurde Fairbairn wieder als Berater und Nahkampfausbilder auf Zypern und Singapur eingesetzt.
Fairbairn entwickelte auch Schutzwesten und andere Kampfausrüstung. Zusammen mit Erich Anthony Sykes beschäftigte er sich mit Pistolenschießtechniken.
Nach Überlieferungen war der Körper von William E. Fairbairn nach der Zeit in Shanghai von Messernarben aus Kämpfen im International Settlement gezeichnet. Über 100 Angriffe auf seine Person soll er überlebt haben.
William Fairbairn erreichte in Asien den 2. Dan im Judo nach 12 Jahren.

## Publikationen
- Defendu, first published in 1926 in Shanghai by the North China Daily News & Herald Ltd.  Size 7" X 10", hardcover, cloth bound with 171 pages. Reprinted by Naval and Military Press ISBN 978-1-78331-497-3
- Scientific Self-Defence, first published in 1931 by D. Appleton and Company (New York & London).  Size 6 ½" X 9 ½", in hardcover with 165 pages. A slightly modified/updated version of Defendu. Reprinted by Naval and Military Press ISBN 978-1-78331-496-6
- All-In Fighting, first published in 1942 by Faber and Faber Limited (London).  Size 5 ½" X 8 ¼" in hardcover with 132 pages. Reprinted by Naval and Military Press ISBN 978-1-78331-341-9
- Get Tough, first published in 1942 by D. Appleton-Century Company (New York & London).  Size 5 ½" X 7 ¾" in softcover with 121 pages. This is a modified version of All-In Fighting for the American market. Note the first edition has Fairbairn's rank as 'Captain' all subsequent (1940's) editions as 'Major'. Reprinted by Naval and Military Press ISBN 978-1-78331-333-4
- Self Defence for Women and Girls, first published in 1942 by Faber and Faber (London).  Size 5 ½" X 8" softcover with 48 pages.
- Hands Off!: Self-Defense for Women, first published in 1942 by D. Appleton-Century Company (New York & London). Size 5 ¼" X 8" in softcover with 41 pages. This is a modified version of Self Defence for Women and Girls for the American market. Reprinted by Naval and Military Press ISBN 978-1-78331-353-2
- Shooting to Live, co-authored by Eric Anthony Sykes, first published in 1942 by Oliver and Boyd (London). Size 4 ¾" X 7" in hardcover with 96 pages. ISBN 0-87364-027-6 (reprint). Reprinted by Naval and Military Press ISBN 978-1-78331-340-2

## Siehe auch

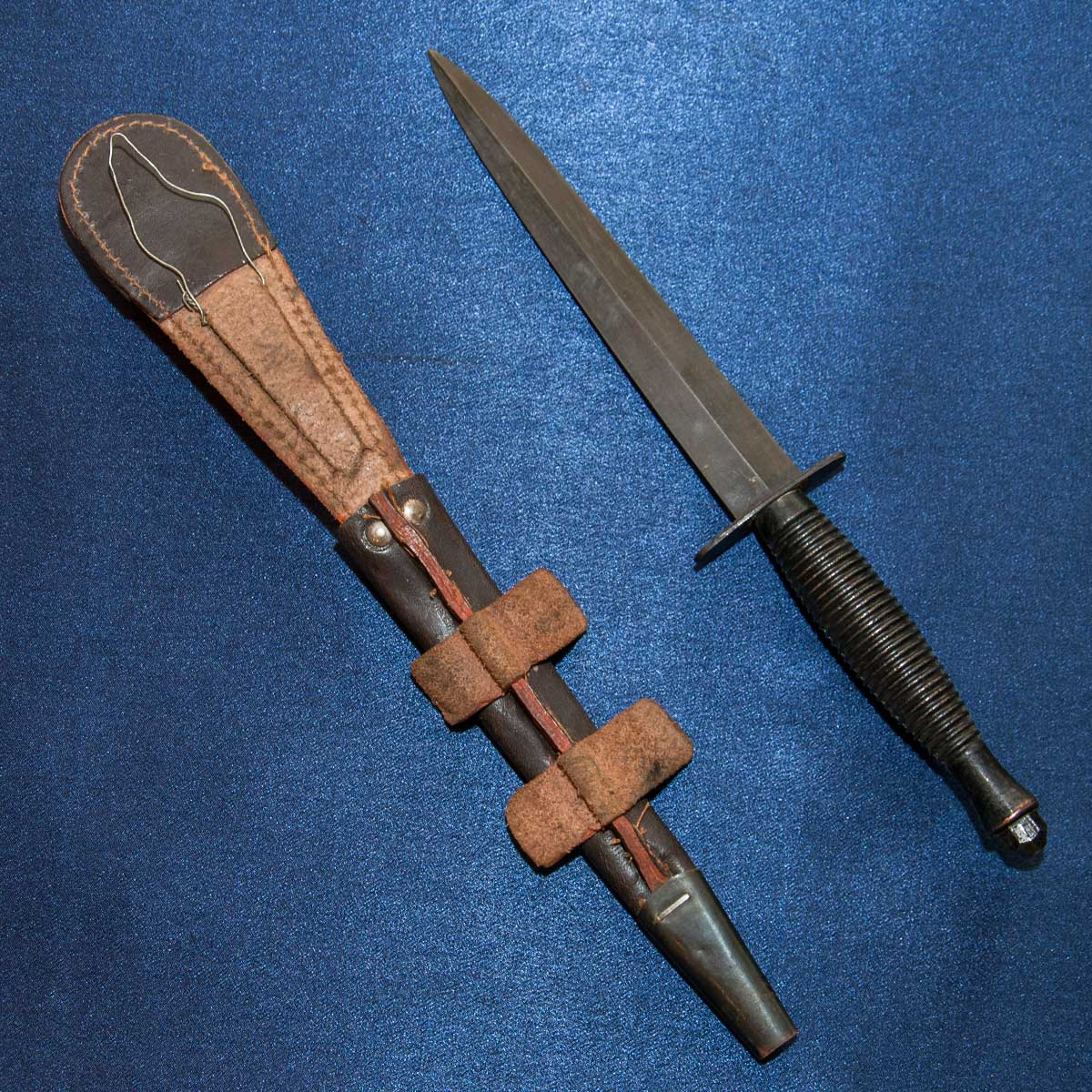
Fairbairn-Sykes-Commando-Dagger